# Gorayk
Gorayk ou Gorayq (en arménien Գորայք ; anciennement Bazarchai) est une communauté rurale du marz de Syunik en Arménie. En 2011, elle compte 428 habitants.

## Géographie

### Situation
Gorayk est située à 30 km de Sisian et à 127 km de Kapan, la capitale régionale.

### Topographie
L'altitude moyenne de Gorayk est de 2 140 m.

### Hydrographie
Gorayk est située sur la rive occidentale du réservoir Spandaryan.

### Territoire
La communauté couvre 21 685 hectares, dont :
- 20 715 ha de terrains agricoles ;
- 97 ha de terrains industriels ;
- 34 ha alloués aux infrastructures énergétiques, de transport, de communication, etc. ;
- 8 ha d'aires protégées ;
- 763 ha d'eau[4].

## Politique
Le maire (ou plus correctement le chef de la communauté) de Gorayk est depuis 2005 Arustam Arustamyan.
| Début | Fin      | Nom                | Parti          |
| ----- | -------- | ------------------ | -------------- |
| 2005  | 2008     | Arustam Arustamyan | Sans étiquette |
| 2008  | 2012     | Arustam Arustamyan | Sans étiquette |
| 2012  | En cours | Arustam Arustamyan | Sans étiquette |

## Économie
L'économie de la communauté repose principalement sur l'agriculture.

## Démographie
| 2001 | 2008 | 2011 |
| ---- | ---- | ---- |
| 632  | 570  | 428  |